# Jim Maki
James Clifford Maki (ur. 7 lipca 1950 w Grand Rapids) – amerykański skoczek narciarski. Najlepsze wyniki w Pucharze Świata osiągnął w sezonie 1980/1981, kiedy zajął 52. miejsce w klasyfikacji generalnej.
Wystąpił na igrzyskach olimpijskich w Innsbrucku i igrzyskach olimpijskich w Lake Placid, ale bez sukcesów.

## Igrzyska Olimpijskie
- Indywidualnie
  - 1976 Innsbruck (AUT) – 36. miejsce (duża skocznia)
  - 1980 Lake Placid (USA) – 26. miejsce (normalna skocznia)

## Puchar Świata w skokach narciarskich

### Miejsca w klasyfikacji generalnej
- sezon 1980/1981: 52.